# Saga Endera

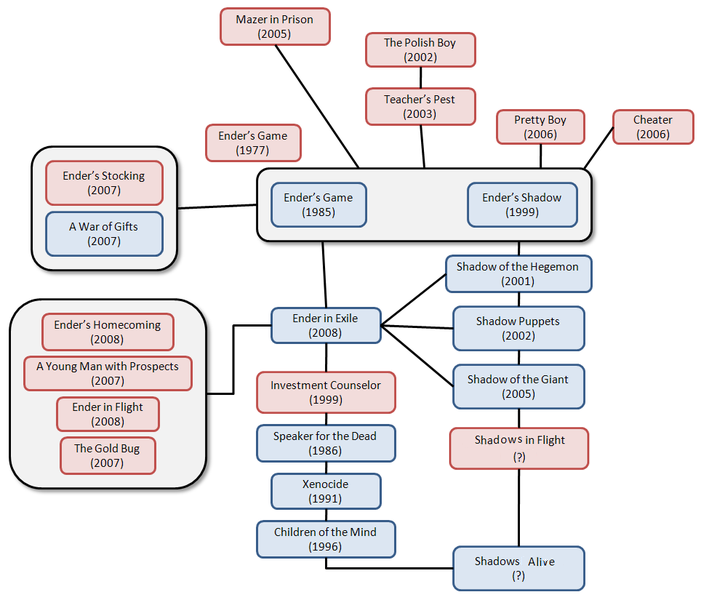
Chronologia głównych utworów Sagi Endera

Saga Endera – cykl autorstwa Orsona Scotta Carda opowiadająca o losach Endera Wiggina.

## Utwory

### Pierwsza wojna z Formidami
- W przededniu (Earth Unaware, 2012, wyd. pol. 2013),
- Pożoga (Earth Afire 2013, wyd. pol. 2014),
- Przesilenie (Earth Awakens 2014, wyd. pol. 2015).

### Druga wojna z Formidami
- Przygotowania (The Swarm, 2016, wyd. pol. 2018),
- The Hive (2019),
- The Queens (w trakcie).

### Saga Endera
- Gra Endera (Ender’s Game 1985, wyd. pol. 1991),
- Mówca umarłych (Speaker for the Dead 1986, wyd. pol. 1992),
- Ksenocyd (Xenocide 1991, wyd. pol. 1995),
- Dzieci umysłu (Children of the Mind 1995, wyd. pol. 1998),
- Pierwsze spotkania w świecie Endera (First Meetings zawiera nowele: „Gra Endera” (zaczątek powieści), „Chłopiec z Polski”, „Zmora nauczyciela”, „Doradca inwestycyjny”; 2002, wyd. pol. 2005),
- A War of Gifts: An Ender Story (2007),
- Ender na wygnaniu (Ender in Exile 2008, wyd. pol. 2010),

### Saga Cienia
- Cień Endera (Ender’s Shadow 1999, wyd. pol. 2000),
- Cień Hegemona (Shadow of the Hegemon 2001, wyd. pol. 2002),
- Teatr cieni (Shadow Puppets 2002, wyd. pol. 2003),
- Cień olbrzyma (Shadow of the Giant 2005, wyd. pol. 2007),
- Ucieczka cienia (Shadows in Flight 2012, wyd. pol. 2016),
- The Last Shadow (2021).

### Seria Fleet School
- Children of the Fleet (2017).

### Inne opowiadania
- „Gloriously Bright”,
- „Mazer in Prison”,
- „Pretty Boy”,
- „Cheater”,
- „A Young Man with Prospects”,
- „The Gold Bug”,
- „Ender’s Stocking”,
- „Ender’s Homecoming”,
- „Ender in Flight”,
- „Renegat”,
- „Governor Wiggin”.